# Кошачевський Семен Самійлович
Семен Самійлович Кошачевський (нар. 30 березня 1910, Одеса — пом. 1991, Харків) — український актор і педагог. Доцент (1944). Заслужений артист УРСР (1953).

## Життєпис
Народився 30 березня 1910 року в Одесі.
У 1933 році закінчив Одеський музично-драматичний інститут імені Людвіга ван Бетховена. Протягом 1928—1933 років грав на сцені Одеського театру робітничої молоді.
1933—1943 — актор Одеського українського драматичного театру і викладач студії при театрі.
1934—1941 — художній керівник і викладач Молдовського відділу Одеського театрального училища.
1943—1957 — актор Харківського українського драматичного театру ім. Т. Шевченка.
1944—1961 — завідувач кафедрою сценічної мови Харківського театрального інституту. З 1944 — доцент.
1961—1970 — доцент кафедри режисури і майстерності актора Харківського державного інституту культури: з 1968 — завідувач кафедри режисури.
1960 — зіграв одну з головних ролей у фільмі «Повернення» (режисер М. Терещенко, Одеська кіностудія).
Наприкінці 70-х років вийшов на пенсію, але творчої роботи не припинив, був лектором товариства «Знання».

## Ролі
- Балтієць («Загибель ескадри» О. Корнійчука)
- Гоша («Чудесний сплав» В. Кіршона)
- Кассіо («Отелло» Шекспіра)
- Самозванець («Борис Годунов» О. Пушкіна)
- Фердінанд фон Вальтер («Підступність і кохання» Ф. Шиллера)
- Гаральд («Ярослав Мудрий» І. Кочерги)
- Антон Квітка («Талан» М. Старицького)

## Забавні епізоди
У виставі «Підступність і кохання» в одній зі сцен Леонід Биков, який грав слугу, урочисто оголосив про вихід Фердінанда фон Вальтера, якого грав Кошачевський. Оголосив кілька разів… А Семен Самійлович так захопився грою в шахи у гримерці, що забув про виставу. Тоді Биков вибіг на сцену і видав: «Вони просили підождати…» Відтоді в театрі фраза «вони просили підождати» використовувалась як приказка.

## Праці
- Кошачевський С. С. Актор і мова (1947).
- Кошачевський С. С. Режисер працює з актором ... Нотатки актора (1960).
- Кошачевський С. С. Техніка мови. — Київ: Науково-методичний кабінет Товариства «Знання» УРСР, 1963. — 23 с.
- Кошачевський С. С. А де ж вимогливість? [З приводу виступу В. Сокола «На підступах до рампи»] // Прапор. 1963, № 11. — С. 85-86
- Кошачевський С. С. Про культуру мови лектора: Стенограма лекцій / Метод. каб. Харк. від-ня Т-ва для поширення політ. наук. знань УРСР. — Харків, 1961. — 18 с.
- Кошачевський С. С. Методика занять з мовної постановки голосу / Харків. держ. ін-т культури. – Харків, 1968. – 29 с.
- Кошачевський С. С. Пам’яті друга (1973).